# Lahan Unen Moʼ
Lahan Unen Moʼ, còn được gọi là Kalajuun Uneʼ Moʼ, là một Vương hậu người Maya của thành phố Tikal với tư cách là vợ của Jasaw Chan Kʼawiil I. Bà là mẹ của Yikʼin Chan Kʼawiil. Bà mất vào năm 704.
Ngôi đền Tikal II, Ngôi đền với các mặt nạ, được xây dựng cho bà. Nó có vòm đá điêu khắc bằng gỗ duy nhất mang bức chân dung của nữ hoàng.